# Herzwurmerkrankung

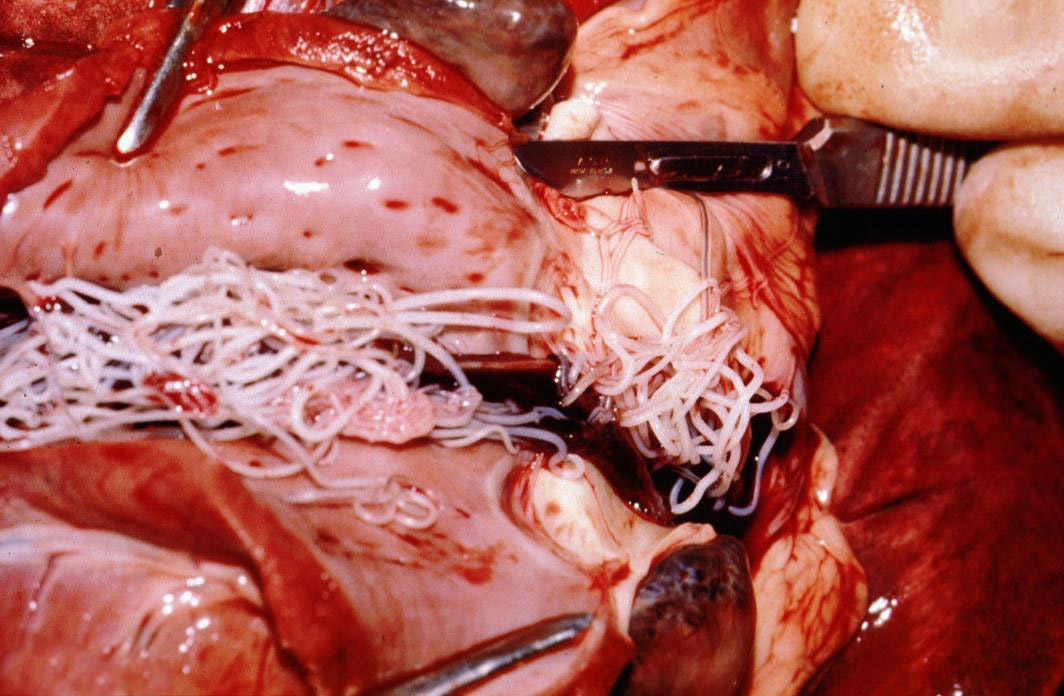
Hundeherz mit Herzwürmern

Die Herzwurmerkrankung (kardiovaskuläre Dirofilariose) ist eine parasitäre Krankheit der Hunde und weiterer Hundeartiger, seltener auch bei Katzen. Sie ist nur schwer zu behandeln und verläuft oft tödlich. Sie kommt vor allem in Nord- und Mittelamerika vor, ist aber auch im Mittelmeerraum (vor allem in Italien, Griechenland, Südfrankreich, Portugal und auf den Kanarischen Inseln) und den tropischen und subtropischen Gebieten verbreitet, weshalb sie auch als „Mittelmeerkrankheit“ eingestuft wird. Einzelfälle wurden auch in Ungarn und im Tessin beobachtet, weshalb insbesondere Hunde bei Urlaubsreisen in diese Regionen ansteckungsgefährdet sind.

## Erreger

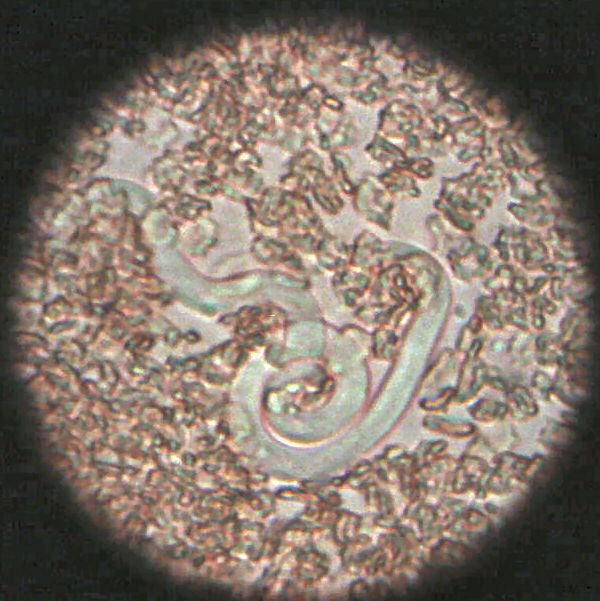
Larve der Dirofilaria immitis, 40× vergrößert

Der Erreger der Dirofilariose ist die Filarienart Dirofilaria immitis. Diese Parasiten sind obligat zweiwirtig. Ein Teil des Entwicklungszyklus, vom Larvenstadium 1 bis 3 (Mikrofilarien), verläuft in Stechmücken. Bislang wurden über 70 Stechmückenarten als Träger nachgewiesen, allerdings nicht die in Mitteleuropa heimischen Arten. Die Stechmücke überträgt beim Saugakt diese Mikrofilarien auf den Wirt.
In der Unterhaut erfolgt innerhalb von 2 Monaten die Entwicklung zum Larvenstadium 4. Diese Larven 4 wandern über die Muskulatur in die Blutgefäße ein und entwickeln sich nach weiteren zwei bis drei Monaten zu den erwachsenen Herzwürmern (Makrofilarien). Die erwachsenen Herzwürmer sind etwa 1 mm dick und 20 bis 30 cm lang und siedeln sich vor allem im Truncus pulmonalis, bei stärkerem Befall auch in der rechten Herzhälfte und den herznahen Abschnitten der Hohlvenen an. Etwa sechs Monate nach der Infektion bilden die Weibchen wiederum Mikrofilarien (Larve 1), die mit dem Blut in kleinere Blutgefäße gelangen und gegebenenfalls von Mücken beim Saugakt wieder aufgenommen werden. Mikrofilarien können bis zu drei Jahre in der Blutbahn zirkulieren.
Die Erkrankung kommt in den endemischen Gebieten vor allem beim Hund vor. Katzen sind deutlich seltener betroffen, die Prävalenz ist nur etwa 10 % derjenigen bei Hunden. Auch Füchse, Robben und selten auch Menschen können erkranken.
Die Infektion mit der verwandten Art Dirofilaria repens bleibt auf die Haut beschränkt und ruft nur selten klinische Symptome hervor.

## Klinisches Bild

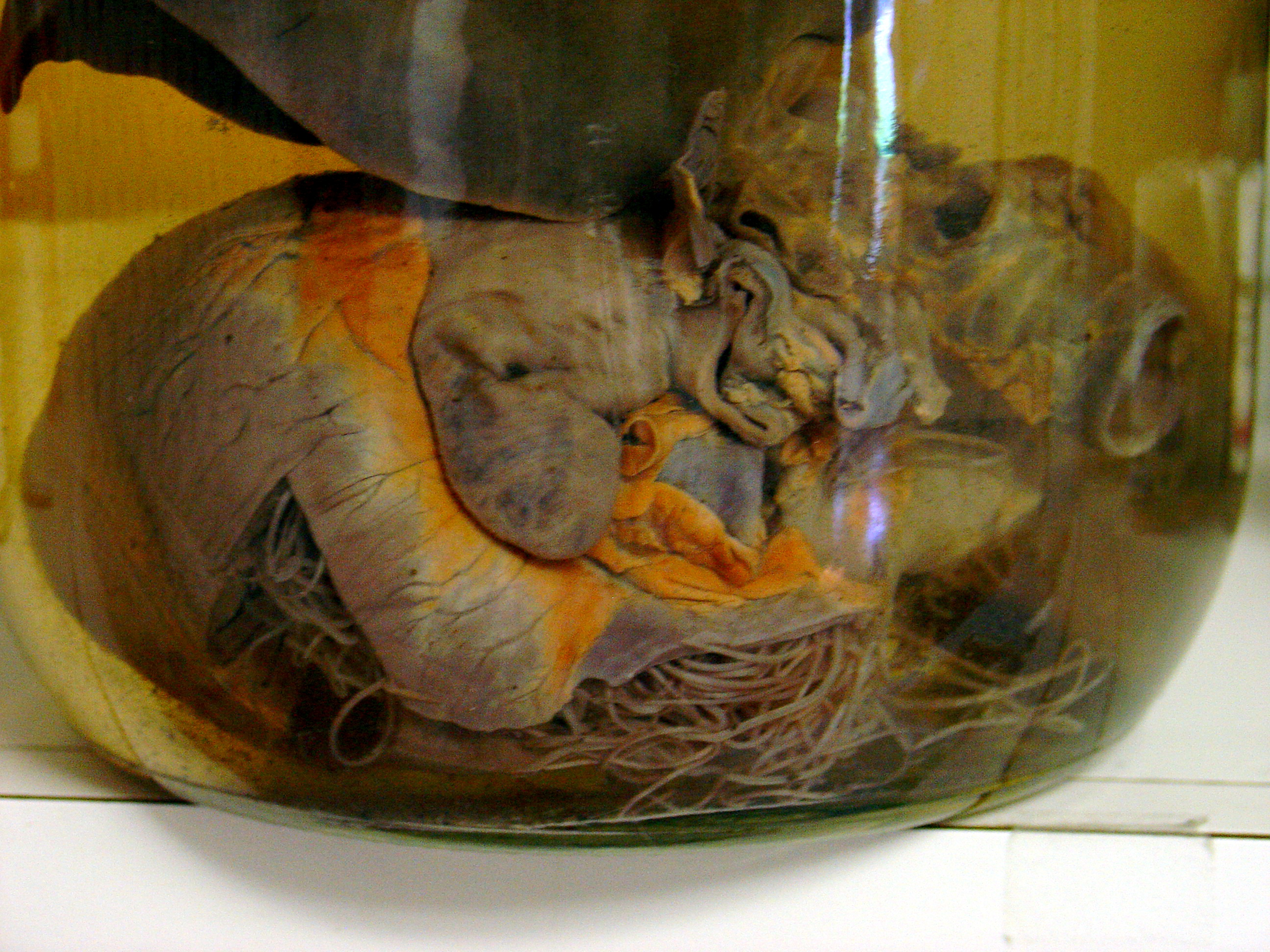
Mit Herzwurm infiziertes Hundeherz

Die befallenen Tiere zeigen mit der Entwicklung der reifen Würmer, also erst etwa 6 Monate nach der Infektion, in Abhängigkeit vom Befallsgrad eine reduzierte Leistungsfähigkeit und ermüden schnell. Es entwickelt sich eine Rechtsherzinsuffizienz mit Überlastung und Erweiterung der rechten Herzseite (Cor pulmonale) mit Atemnot, Husten und der Bildung von Ödemen. Infolge der Herzinsuffizienz kann auch ein Leber- und Nierenversagen entstehen. Bei Katzen kann es zu einer Thromboembolie der Lungenarterien mit Atemnot und tödlichem Ausgang kommen.

## Diagnose
Die Diagnose kann durch eine mikroskopische Untersuchung von Kapillarblut oder einen Knott-Test auf Mikrofilarien erfolgen, die Nachweissicherheit beträgt aber nur etwa 75 %. Differentialdiagnostisch sind vor allem die etwas kleineren Mikrofilarien von Acanthocheilonema reconditum abzugrenzen, der etwa das gleiche Verbreitungsgebiet wie der Herwurm hat. Der Antigennachweis im Serum ist erst ein halbes Jahr nach der Infektion, mit der Freisetzung von Mikrofilarien sicher. Für den Nachweis existiert ein immunochromatographischer Schnelltest (Speed DIRO).

## Therapie
Die Therapie ist kompliziert, da Herzwürmer zwar für Wirkstoffe wie Diethylcarbamazin oder Melarsomin prinzipiell empfänglich sind, aber bei stärkerem Befall eine Embolie oder eine schwere anaphylaktische Reaktion infolge des massiven Absterbens von Mikrofilarien entstehen kann. Die Behandlung wird deshalb meist mit Acetylsalicylsäure und bei schwerem Befall mit Antihistaminika kombiniert. Die Behandlung mit Levamisol kann bei Hunden ebenfalls schwere Nebenwirkungen (Blutungen, hämolytische Anämie) hervorrufen. Die operative Entfernung der Herzwürmer ist ebenfalls risikobehaftet und nur in spezialisierten Kliniken möglich.
Wegen der Probleme bei der Therapie ist die Vorbeugung umso wichtiger. Eine Behandlung mit Ivermectin, Moxidectin, Selamectin, Milbemycinoxim oder Lufenuron vor Beginn einer Reise in Endemiegebiete kann eine Infektion verhindern. Im Mississippi-Delta werden zunehmend Herzwürmer isoliert, die auf keinen dieser Wirkstoffe mehr ansprechen. Aufgrund dieser Resistenzen wird abgeraten, diese Wirkstoffe für ein allmähliches Töten (slow kill) von Herzwürmern einzusetzen, wie es viele Jahre zur Prävention anaphylaktischer Reaktionen empfohlen wurde. Zudem sollten Maßnahmen ergriffen werden, um die Exposition von Hunden gegenüber Mücken zu minimieren.
Das Protokoll der American Heartworm Society sieht bei Hunden ohne Vena-cava-Syndrom folgenden Therapieplan vor:
1. Phase 1
  1. Verabreichung eines topischen vorbeugenden Mittels und Prednisolon zur Verhinderung einer Anaphylaxie
  2. Doxycyclin 10 mg/kg 2× täglich für 28 Tage (gegen Wolbachia pipientis und andere Wohlbachien, diese sind lebensnotwendige Symbionten der Herzwürmer)
  3. Beginn der Bewegungsrestriktion
  4. Verabreichung eines Ektoparasitikums mit repellierender Wirkung
2. Phase 2 (Tag 30)
  1. Verabreichung eines topischen vorbeugenden Mittels
  2. Verabreichung eines Ektoparasitikums mit repellierender Wirkung
  3. ein Monat Behandlungspause für Doxycyclin
3. Phase 3 (Tag 60)
  1. Verabreichung eines topischen vorbeugenden Mittels
  2. Verabreichung eines Ektoparasitikums mit repellierender Wirkung
  3. erste Melarsomin-Injektion (2,5 mg/kg)
  4. Prednisolon: Startdosis 0,5 mg/kg 2× täglich, 2. Woche 0,5 mg/kg 1× täglich, 3. und 4. Woche 0,5 mg/kg jeden zweiten Tag
  5. starke Bewegungsrestriktion (Käfighaltung)
4. Phase 4 (Tag 90): gleiches Vorgehen wie in Phase 3 mit zweiter Melarsomin-Injektion
5. Phase 5 (Tag 91): dritte Melarsomin-Injektion

Am Tag 120 sollte erneut auf Mikrofilarien getestet werden. Bei positivem Nachweis wird erneut eine Behandlung gegen Mikrofilarien vorgenommen und alle vier Wochen erneut getestet. Bei negativem Mikrofilarien-Nachweis kann innerhalb von 4 Wochen die körperliche Aktivität allmählich gesteigert werden. Dieses Protokoll ist gut wirksam und kann Todesfälle sehr sicher verhindern.